# 双层公共汽车

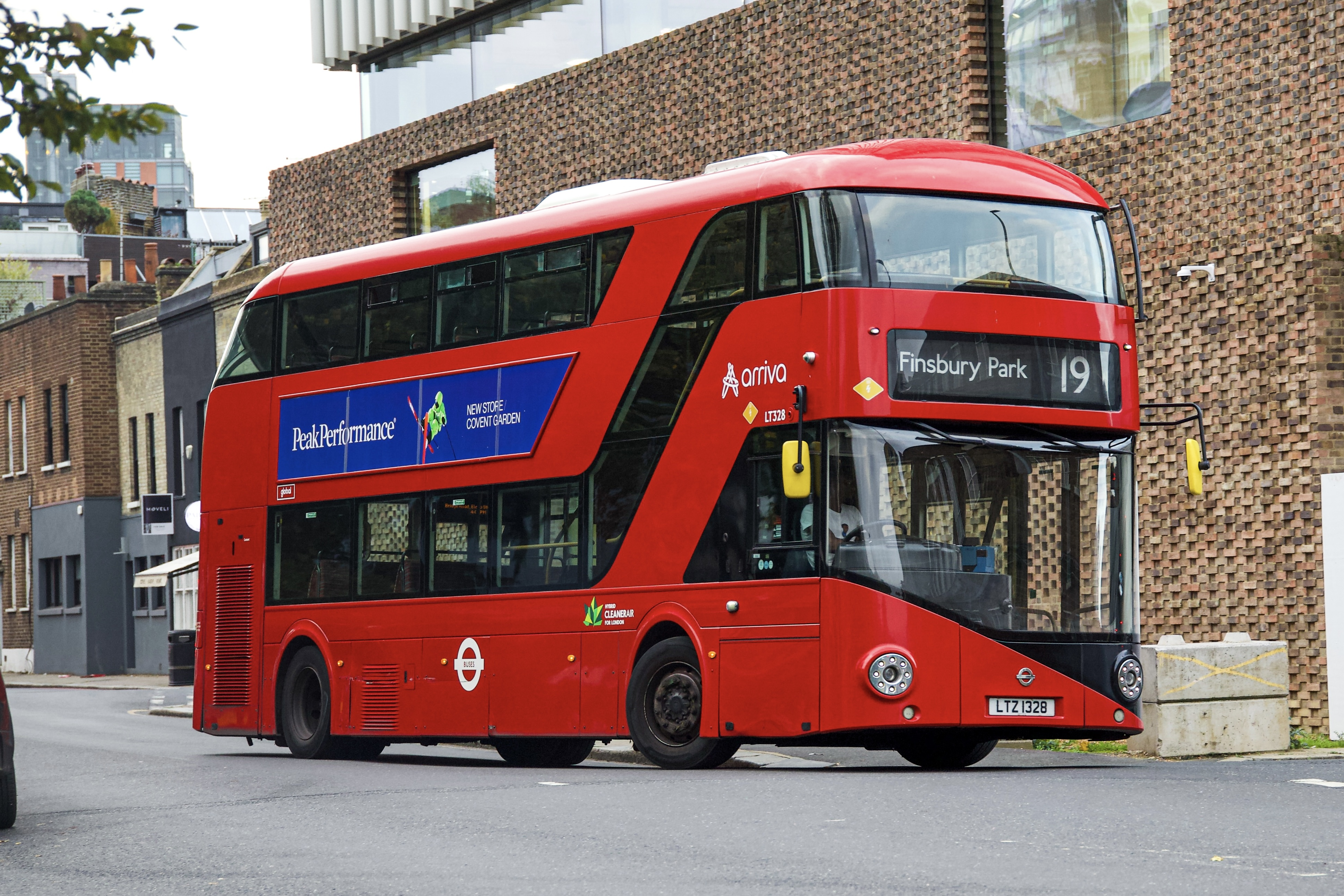
倫敦地標之一的紅色雙層巴士New Routemaster

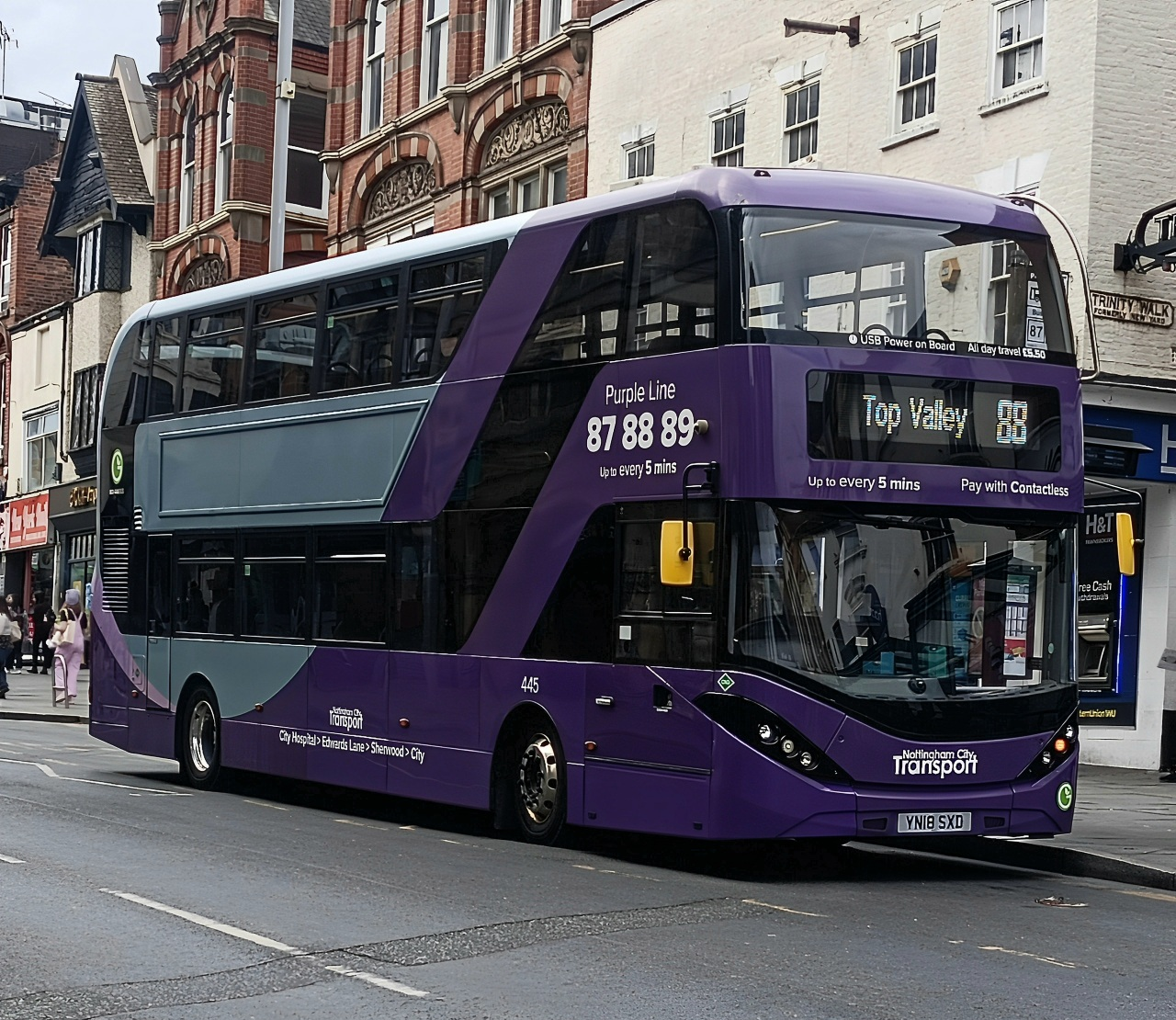
英國諾定咸的雙層巴士（Scania N280UD)

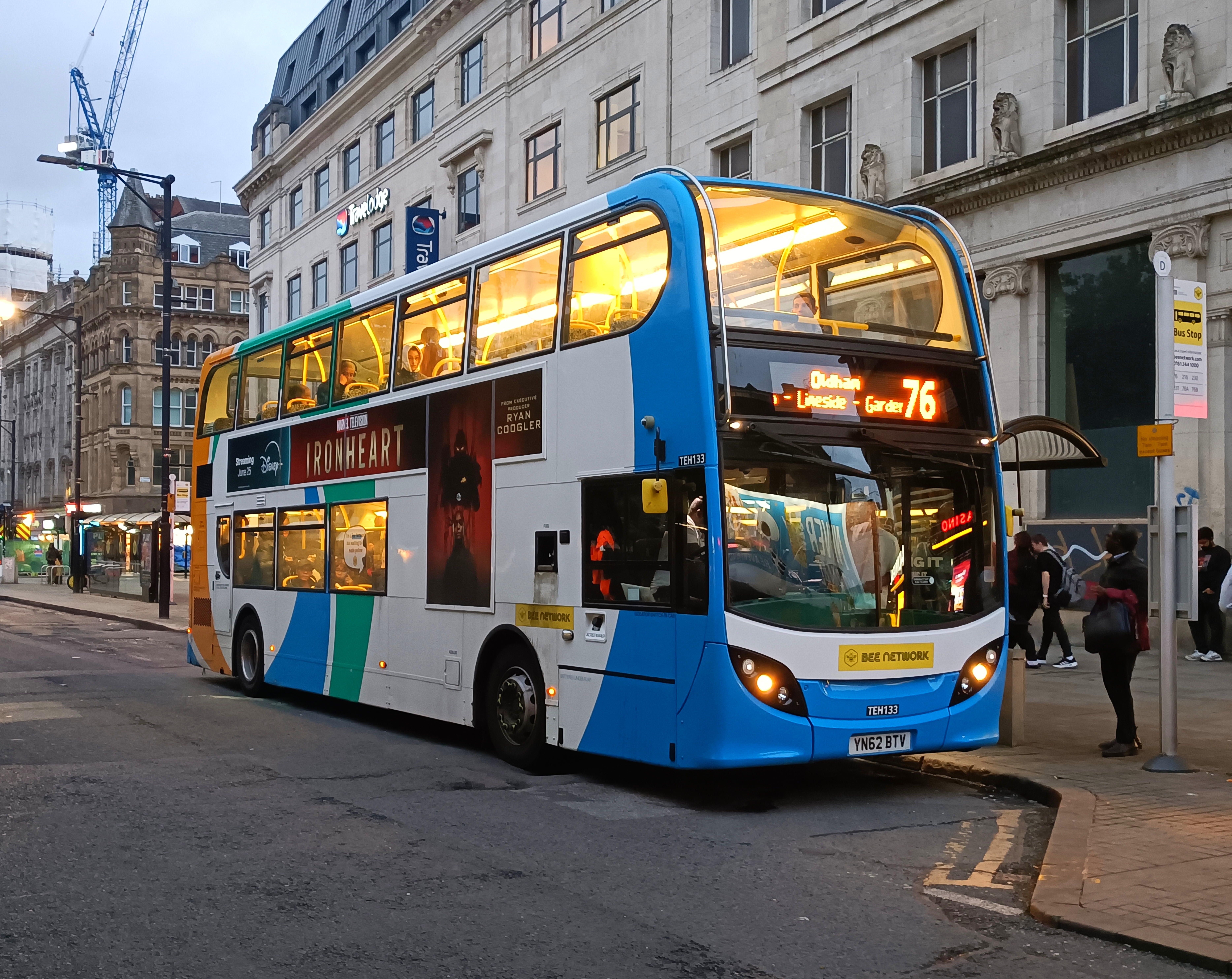
英國曼徹斯特的雙層巴士（亞歷山大丹尼士Enviro 400H)

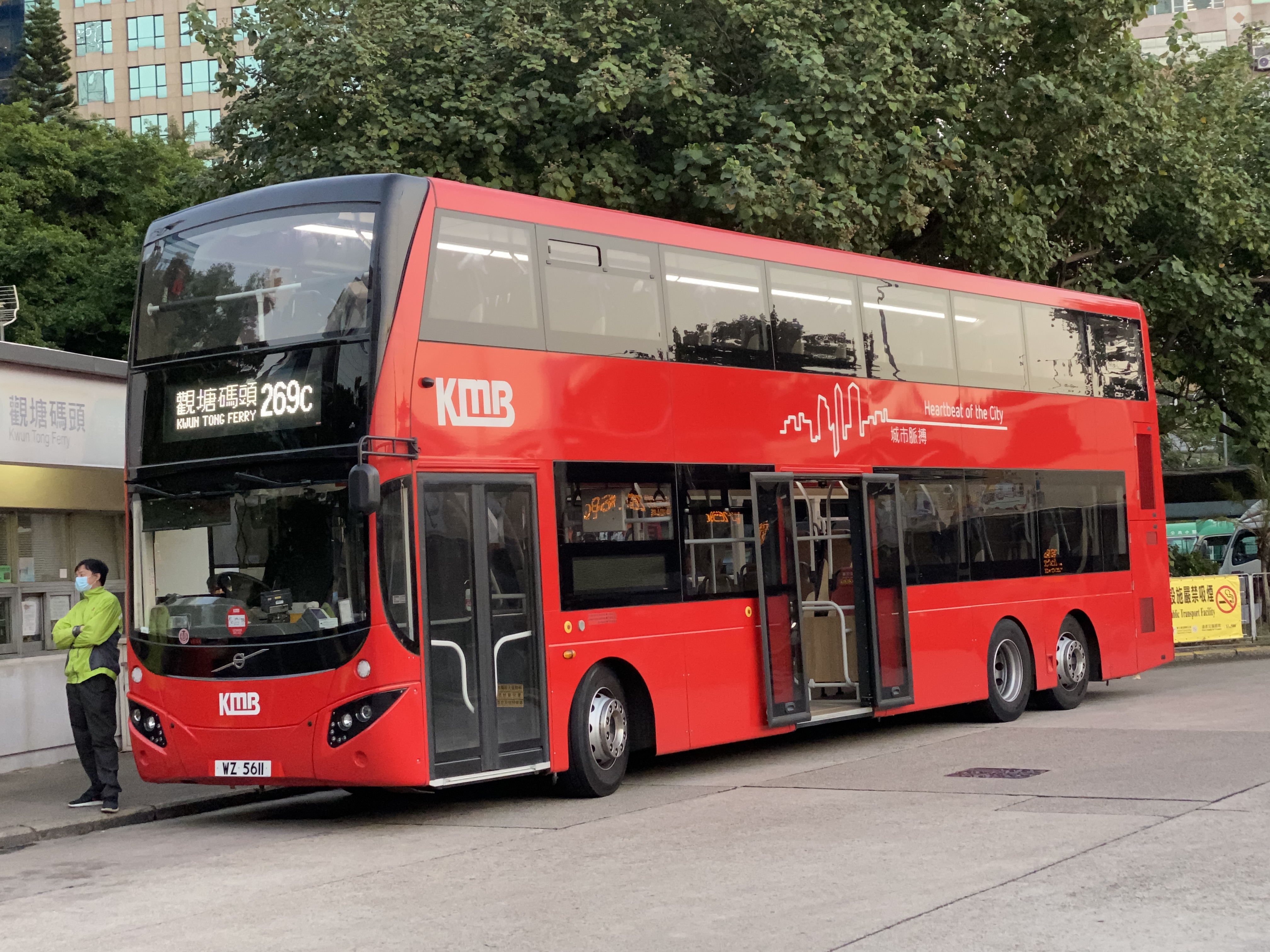
香港的雙層巴士

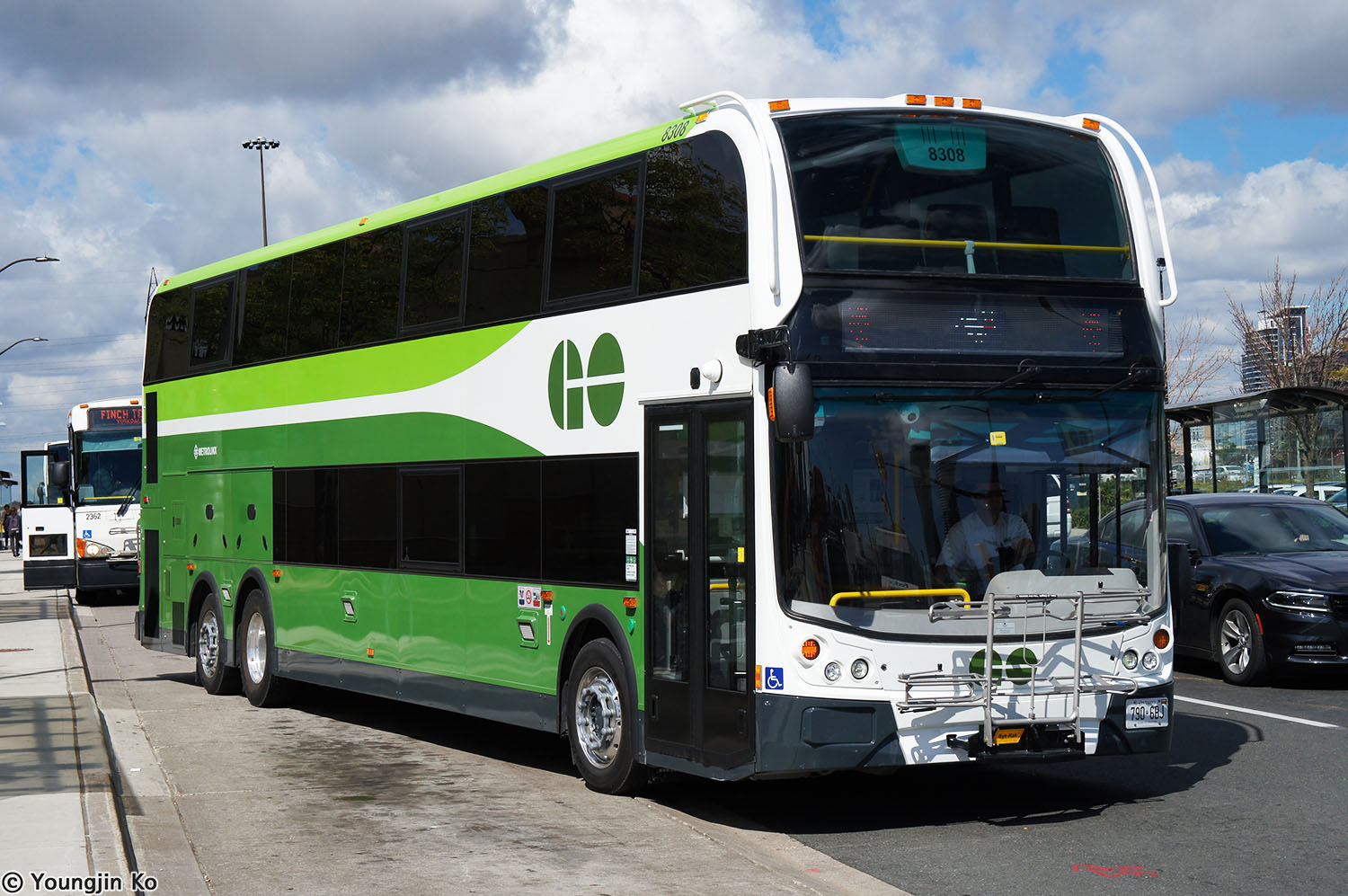
加拿大安大略省的雙層巴士

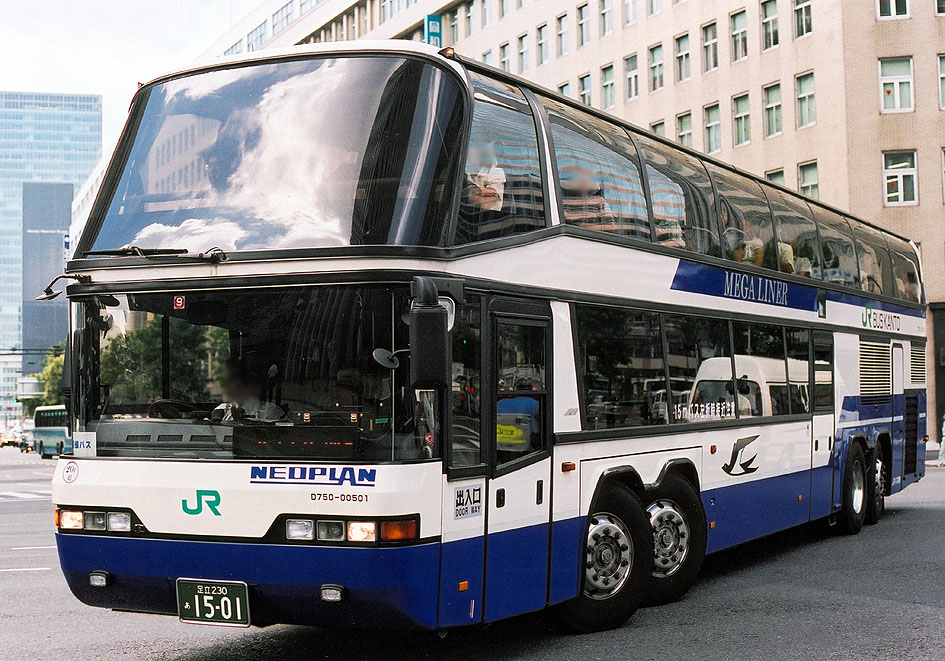
日本的尼奧普蘭雙層旅遊車

雙層巴士，或稱作雙層巴士、雙層公交，是指載客車廂由上下兩層組成的公共汽车。由於雙層巴士重心較高，故此一般情況下上層和梯級都被禁止站立，防止發生危險。

## 构造
雙層巴士由兩层构成，两层之间有楼梯相连接，楼梯在车厢的中部或后部。大多的巴士有兩扇车门，分别设在车的前部和中部。虽然汽车的长度和宽度与一般巴士并无差别，但由于多了一层，車輛高度比其他的高，这使得此种车型的运載量比其它车要大，比單層巴士能接載多接近一倍的乘客。雖然雙層巴士較容易受到建築物的高度限制，但相比起要達到相同載客量的掛接式巴士，雙層巴士在轉向及上落斜坡方面會較掛接式巴士靈活。
雙層巴士起源於英國，其中行走倫敦的紅色雙層巴士，更是英國的「國寶」。在一些（前）英聯邦國家和地區，諸如印度、香港、新加坡、南非等地，雙層巴士是主要的通勤交通工具之一。另外德国，特别是北部德国城市也大量使用。由於車體龐大，重心較高，驾驶员和乘客都要特别注意乘车安全，雙層巴士的設計要特別考慮穩定性。因此，双层巴士在設計上需更慎重考慮其車體和物理特性對機械設計和運行的影響。而為免更進一步將車輛重心升高，乘客一般也不能站在上层，以免巴士翻側。在一些地方例如香港，新型號巴士在獲准載客前必須通過傾斜測試。

## 各地利用情况

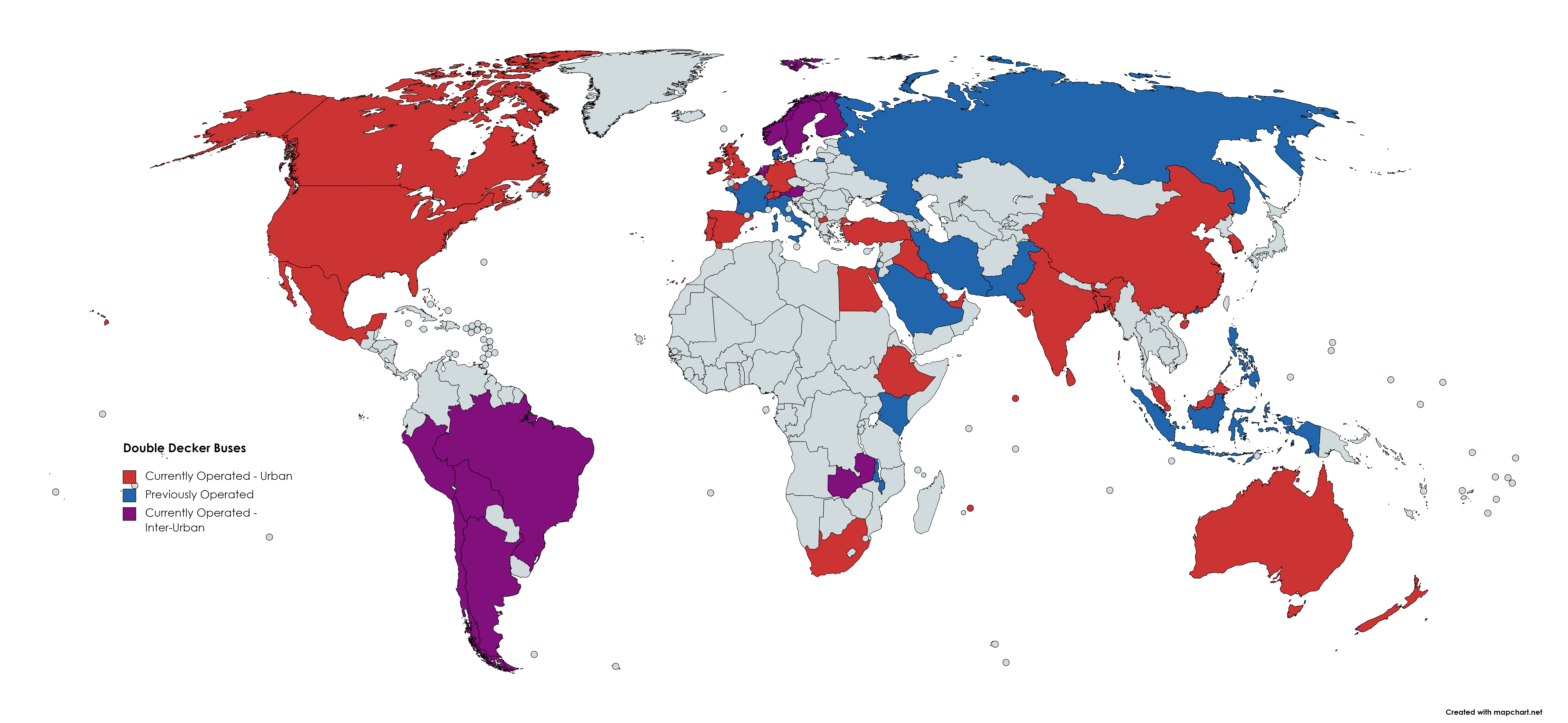
使用双层巴士作为常规公交运营的国家和地区
目前运营
曾经运营
仅城际公交运营

不少地方例如中國大陸、台灣和澳門，都曾引進過雙層巴士，但由於行車安全、經營成本，甚至是人行天橋的高度限制等因素，最後還是以失敗告終。在目前一些歐洲、北美城市及中國大陸、馬來西亞、日本一些城市，雖也有雙層巴士，惟主要還是作为观光巴士以及長途客運。这些车通常有兩種，分別為車身低矮，設有後置樓梯及行李艙的雙層遊覽車，以及上层是露天或半露天的雙層观光巴士。英國、香港及新加坡因為很早已普及使用雙層巴士，並透過建築物及道路的相關法規，新建的建築物須要保留雙層巴士能夠通過的高度，確保雙層巴士可以通行無阻。

### 香港
1949年4月17日，九巴首架雙層巴士投入服務，行駛往來尖沙咀和九龍城間的1號線。
在香港，雙層巴士已成為普遍的交通工具。
香港的中巴（已經沒有再經營的香港巴士公司）及九巴都曾經使用都城嘉慕威曼都城巴士公司（MCW Metrobus）的三軸三門雙層巴士，目的是增加落客的速度，不過後來被三軸闊門雙門雙層巴士取代，原因是將後門加闊，落客速度更快。

### 中國大陸

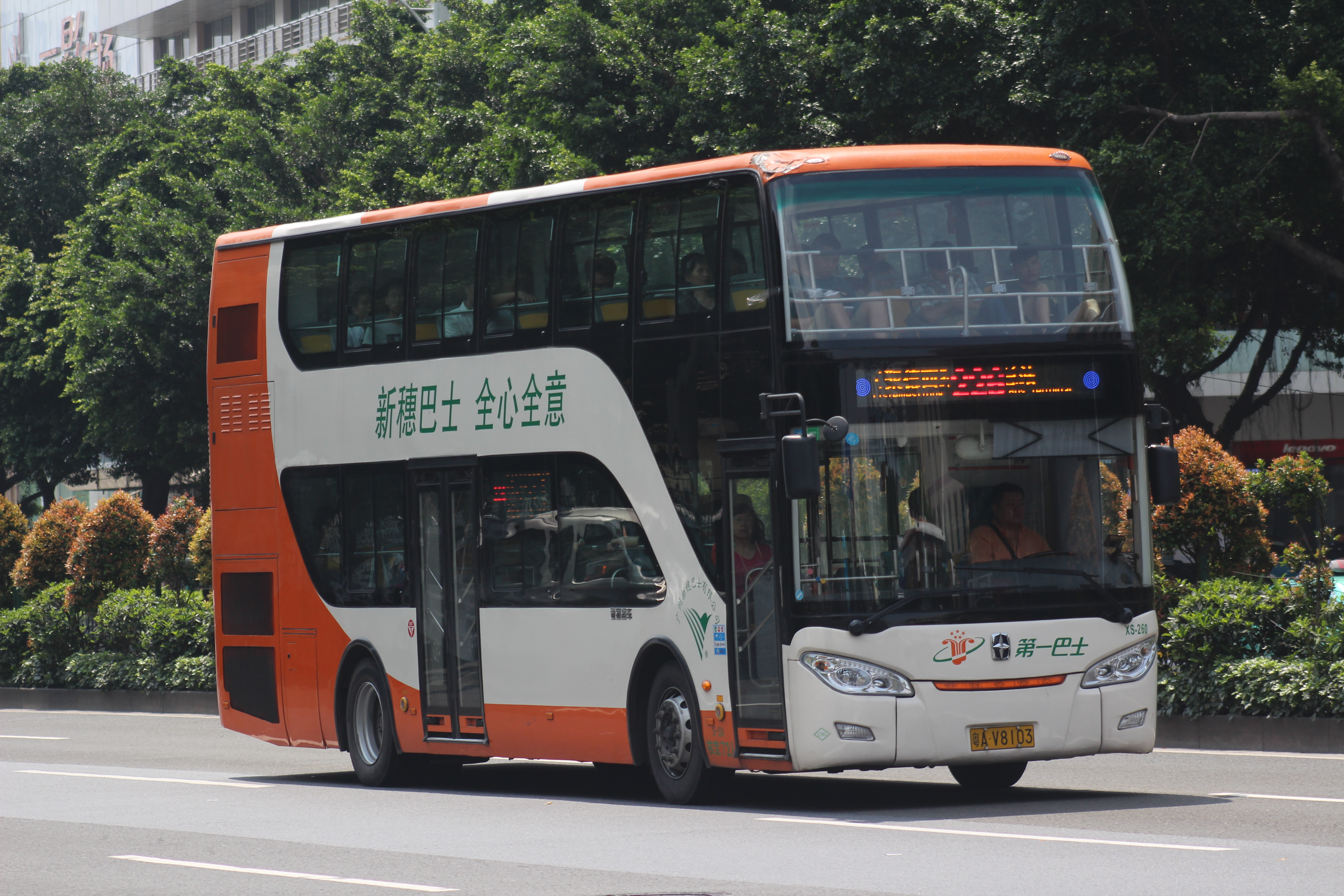
廣州雙層巴士曾于2003年全數退役，但2009年再次引入雙層巴士運行

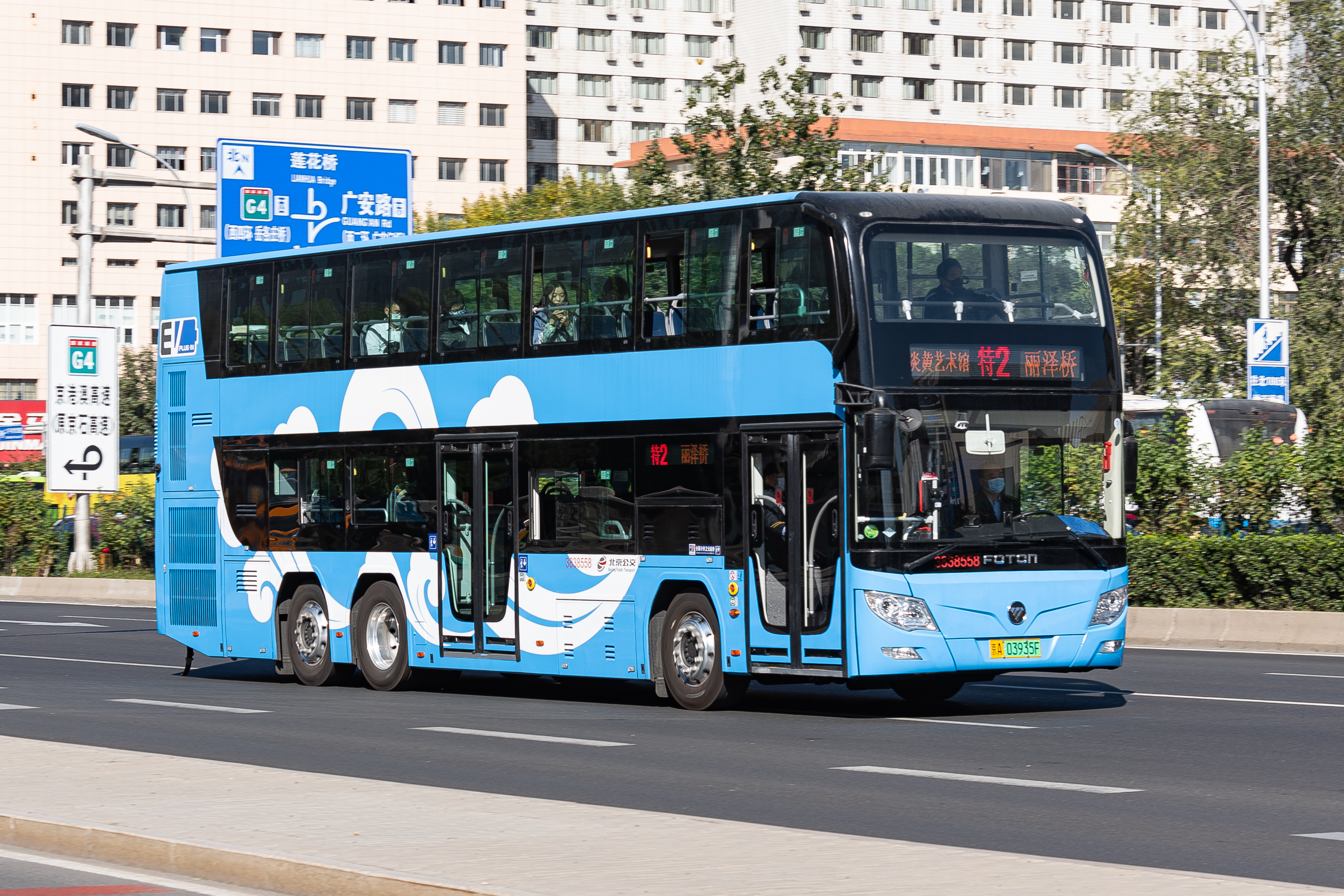
北京公交目前有数十条图定双层公交线路，早期线路名均以“特”字开头，2010年代中期开始取消“特”线限制

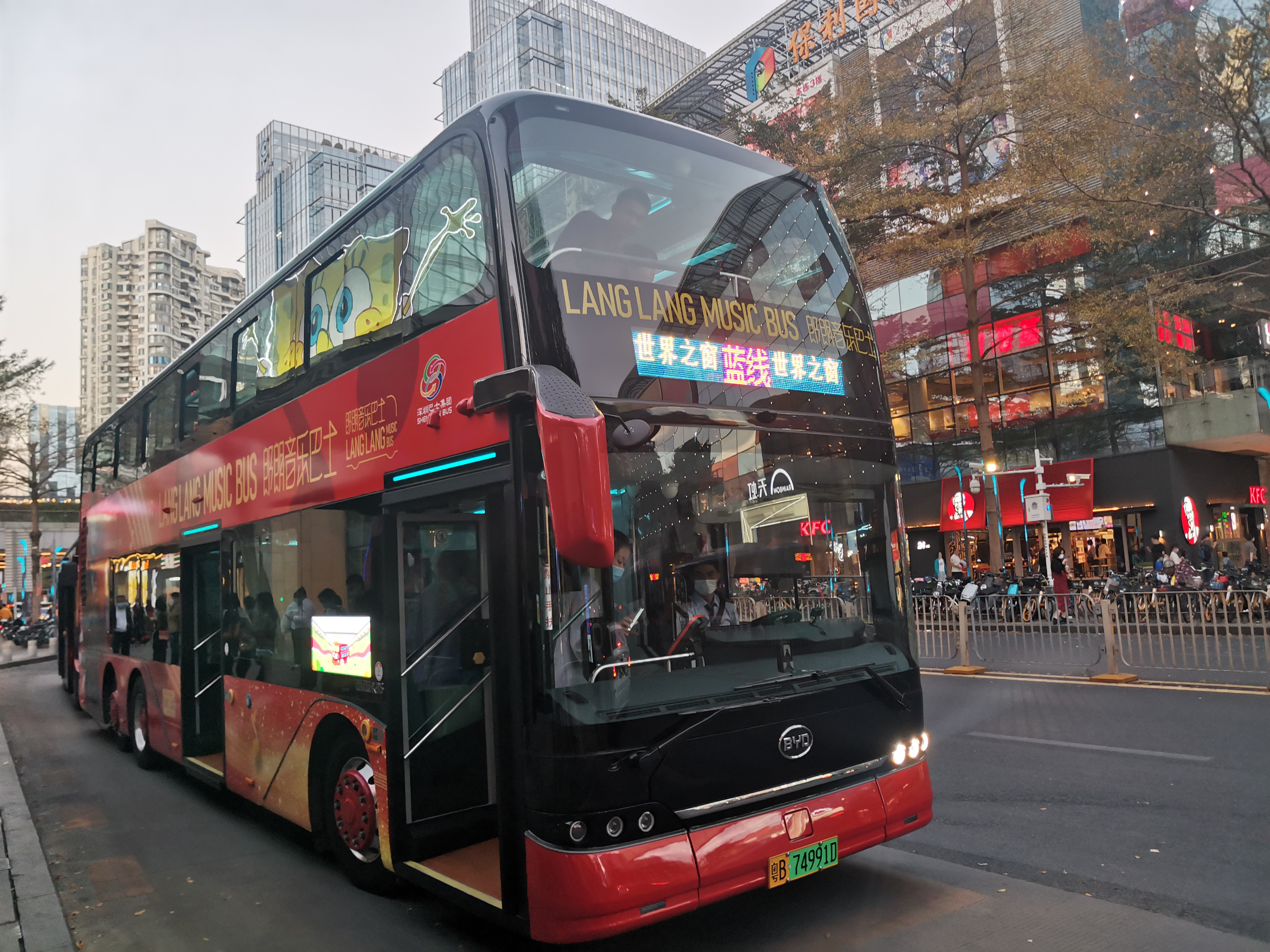
一辆郎朗音乐巴士正行走在深圳观光巴士蓝线

現時，北京、上海、廣州、南寧、西安、深圳、天津、杭州、常州、合肥、珠海等都有雙層公車行走。绝大部分为城市通勤及城市旅游观光用途。长途汽车的上層甚至設置铺位。
上海好運道書局發行的一張明信片，黑白照片顯示1920年代中國南京路已經出現雙層巴士。
中华人民共和国成立后再次有双层客车在境内定期运营则是1985年城巴過境路線开通至深圳之时，该年亦有一台AEC Routemaster在广州和深圳试运行。此后，中国大陆部分厂商1985年开启了双层大客车试制工作，山东淄博客车厂1985年10月3日试制出首台双层客车，该车定位为旅游客车，数年后又试制了一台后便因种种原因终止研发；1987年，武汉长江动力特种汽车制造厂又试制了一台双层客车，但亦未能量产。同年，江苏省交通科学研究所与无锡专用汽车厂联合开发的JS120S15H型双层客车亦试制成功。20世纪80年代末，中国大陆多地开始通过港商引进从香港、新加坡等地区退役的二手右舵双层客车，提供双层公交服务，如1993年上海双层1路即利用新加坡巴士退役的利蘭亞特蘭大型开办，但亦有极个别二手左舵车，如广州公交1993年接收的前柏林公共交通公司猛獅SD200型。
1989年4月，江苏省交通科学研究所在JS120S15H的基础上，与位于南京市六合县的江苏金陵汽车运输公司修造厂继续研制双层客车，该年9月2日成功研制金陵牌JLY6121S型12米级双层客车，修造厂次年更名为南京金陵双层客车制造厂。随着合肥淝河汽车制造厂基于斯太尔91产品平台的HFF6120D07型双层客车底盘正式投产，JLY6121S型也于1992年开始量产，成为中国大陆首款量产双层客车，但该型号初期的定位为公路客运而非城市公共交通，35至40万元的造价对当时兴起的公路客运个体承包者并不友好，目标市场遂于1993年转向城市公交，自此开启中国大陆自产自销双层客车的时代。1993年，蚌埠客车厂也利用淝河底盘开始生产HFF6120KS型双层客车，次年廣州客車廠亦利用HFF6120D06型底盘开发GZK6120GS及GZK6120FS型12米级双轴双层客车。
由于双层客车可刊登较大面积的车身广告，中国大陆多地的早期双层客车通过“广告权折价”（广告公司买断一定期限的车辆广告使用权并代付部分购车款项）模式引进。
深圳观光巴士部分车上装备有电子琴供游客伴奏，这类车被命名为“郎朗音乐巴士”。

### 台灣

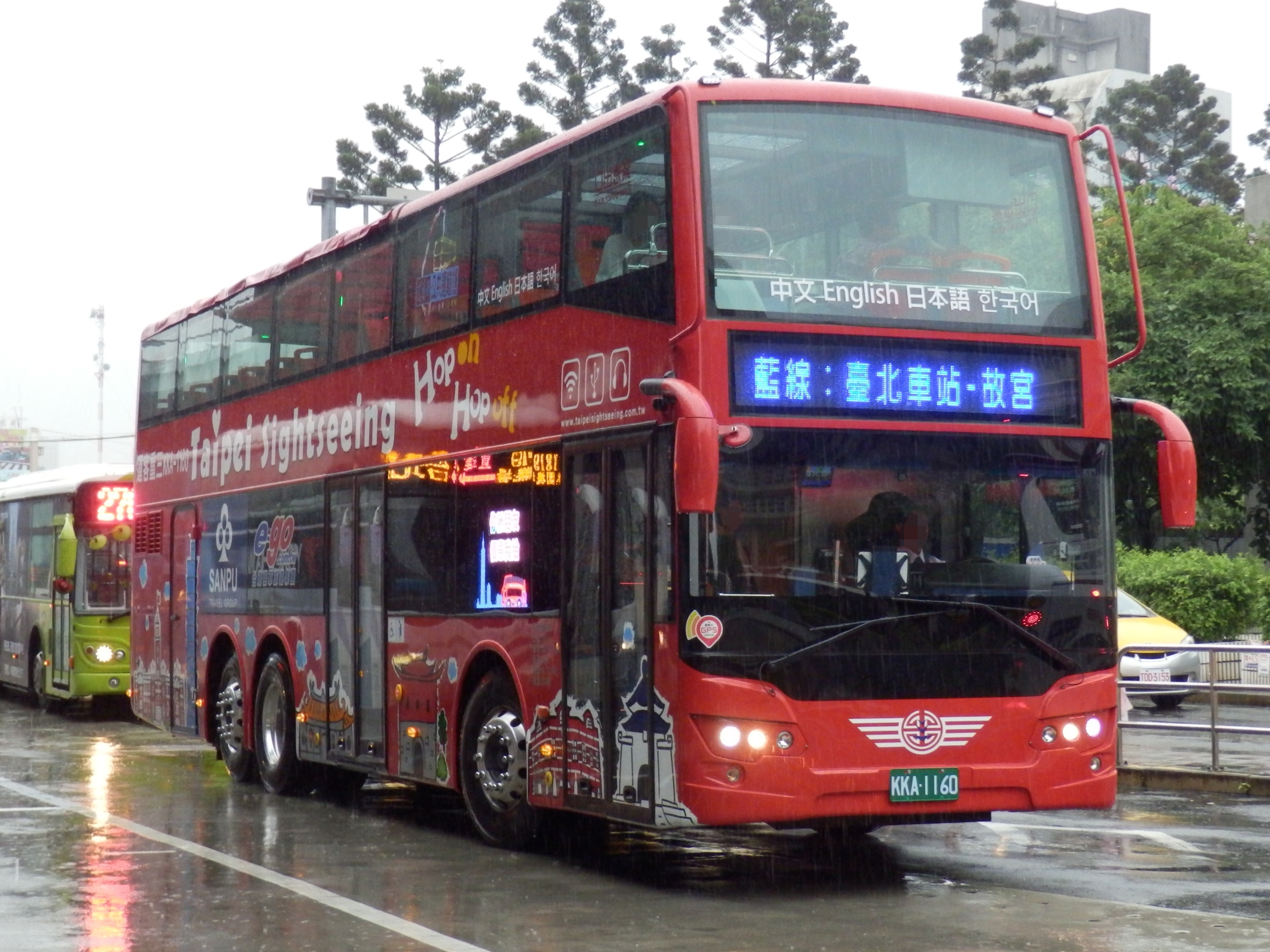
臺北市的雙層觀光巴士，由三重客運營運

臺北市早在1978年有過引進雙層巴士的計畫，當時臺北市政府建設局屬意引入12米長、4米高的德國製雙層巴士，總載客量達126人，但由於超過法令的高度限制問題（臺灣法令規定大客車車高不能超過3.8米），因此需要修改法令才可引入，引進雙層巴士計畫因而不了了之。到了1990年臺北市引入了雙層巴士試行投入路線營運，為兩輛在香港裝嵌車身的左軚利蘭奧林比安11米雙層巴士（台灣以Volvo作登記），在1990年3月1日早上6時首航74號路線，該計畫預定試行3個月。新的雙層巴士按香港標準設計，上層車廂只有在樓梯扶手設下車鐘，下層配用長條形膠帶按鐘。巴士上路後引來許多臺北市民好奇目光，更有不少民眾因新鮮感而試搭，在尖峰時段、上學時間等全車爆滿，惟部分人對搭乘這種雙層巴士的方法並不熟悉，如不知危險性地於上層站立，也有反映樓梯過於狹窄且陡峭不易上落，更有人因深怕來不及按下車鐘而不敢在上層坐，引致下層客滿，上層仍有座位的情況出現。後來臺北捷運工程導致74號需要改道而行，路段因此不再適合雙層巴士行駛，之後巴士試行了504、505線，另也曾建議過為巴士安裝空調，但代理商稱技術問題而未能成事。試驗結果認為在提升運載能力及減低日常營運成本方面雙層巴士有優勢，惟最後因購車成本預算問題、巴士繞路避開過矮之陸橋（香港稱天橋）徒添行車時間等，計畫最終無疾而終，車輛則運回香港，輾轉至2000年代才拆毀。雙層巴士目前在臺灣僅做觀光用途。

### 馬來西亞

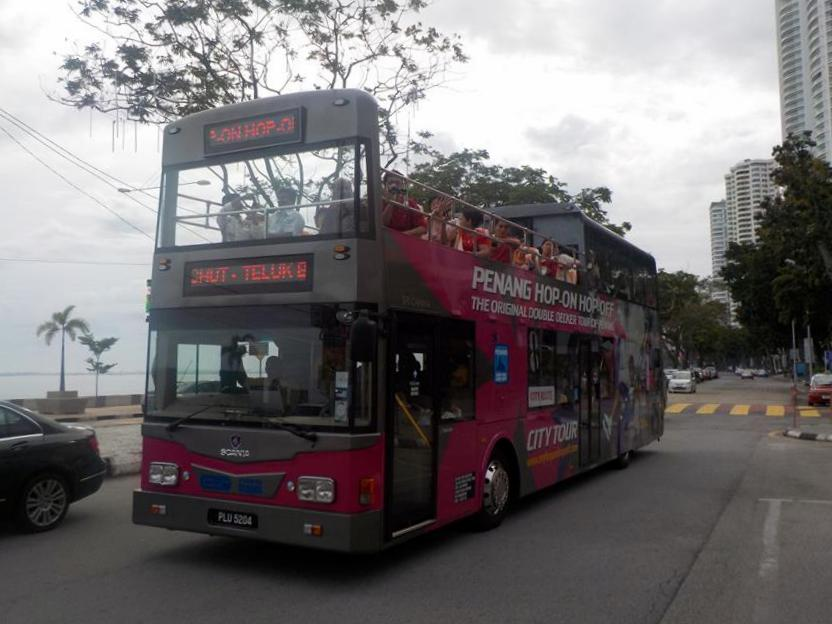
檳城的雙層巴士

马来西亚的双层巴士则可分为公共和旅游两种，其中公共双层巴士可以在巴生谷和槟城找到。其中槟城快捷通目前共使用3辆双层巴士川行，并将在不久后投入30辆双层巴士以容纳更多乘客。吉隆坡的双层巴士则有100余辆，每辆可容纳108名乘客。作为旅游用途的双层巴士服务则有槟城的随乘随下巴士和吉隆坡的随乘随下巴士，然而收费较高，主要于旅游景点川行。

## 雙層巴士應用地區

### 通勤用途
- 英國
- 愛爾蘭
- 阿聯
- 中國大陸主要城市（如北京、广州、深圳、廈門）
- 香港
- 新加坡
- 馬來西亞部分城市（如吉隆坡、檳城）
- 德國
- 澳洲部份城市（如悉尼墨爾本）
- 美國部分城市（華盛頓哥倫比亞特區[18]）
- 加拿大部分城市（如維多利亞）
- 印度
- 南非
- 巴基斯坦

### 旅遊觀光巴士專用
- 法國巴黎
- 台灣
  - 臺北市：「臺北觀光巴士」由三重客運、臺灣租車旅遊集團、三普旅行社共同合作成立三晉整合營銷公司負責營運，運用APP系統配有中文、英文、日文、韓文四種語音導覽功能。
  - 臺南市：「臺南觀光巴士」由府城客運負責營運。
  - 高雄市：「高雄觀光巴士」由高雄客運負責營運。
- 西班牙

### 旅遊觀光巴士或長途客運專用
- 日本
- 中國大陸主要城市（如上海）
- 美國部分城市（如紐約、芝加哥以及Megabus運營的長途巴士線路）
- 南韓首爾
- 巴西

## 雙層巴士製造商
- 佳牌
- 利蘭
- 丹拿
- 丹尼士
- 亞歷山大丹尼士
- 萊特巴士
- 都城嘉慕威曼
- 猛獅
- 利奧普蘭
- 平治
- 斯堪尼亚
- 富豪巴士
- DAF/VDL
- 北汽福田
- 扬州亚星
- 安凯汽车
- 南京金陵
- 厦门金龙
- 郑州宇通
- 青年汽车
- 海格客车
- 厦门金旅
- 蜀都客车
- 广通汽车
- 广通客车
- 比亞迪
- 大吉汽車
- 華廈神龍
- 威馳騰